# Франческо Албани
Франческо Албани (на италиански: Francesco Albani) е италиански бароков художник, представител на Болонската художествена школа.

## Биография
Роден е на 17 март 1578 година в град Болоня, Папска държава. Негов първи учител е фламандският живописец Денис Калверт, а след това се обучава в академията на художниците Агостино, Анибале и Лудовико Карачи. После живее и работи в град Рим, където отваря собствена академия. В този град по дизайн на Анибале Карачи изрисува фреските в параклиса „Сан Диего“ на римската църква „Сан Джакомо дели Спаньоли“. С Карачи работи по люнетите в параклиса към двореца на кардинал Пиетро Алдобрандини, а след смъртта на колегата си през 1609 година поема и довършва пейзажите. От 1609 до 1614 година е асистент на болонския художник Гуидо Рени при декорирането на параклиса на благовестието в Двореца Квиринал и на църквата „Санта Мария дела Паче“. През 1618 година се връща в Болоня, където умира на 4 октомври 1660 година.
Албани е най-известен с творбите си на тема митология. Сред тях е картината „Танц на купидони“. Като художник е повлиян от Анибале Карачи и Рафаел, а оказва влияние върху Джакомо Паролини и Франсоа Буше.